# Turma do Penadinho
A Turma do Penadinho é uma das criações de Maurício de Sousa, que parodia o gênero terror, mostra monstros e assombrações tentando se divertir no cemitério. Mauricio disse que essa turma "foi criada para desmistificar os medos e pavores que cercaram a nossa infância, ou ainda cercam a infância de milhares de crianças em vastas áreas deste país."
O personagem Penadinho apareceu pela primeira vez em 1963, nas tirinhas do Cebolinha como um dos coadjuvantes do personagem e na época era conhecido como "Fantasminha". Em 1964, o personagem passou a estrelar sua própria tirinha com seus amigos fantasmas e em 1965 seguinte, ganhou um livro ilustrado intitulado Penadinho contra o Caçador de Cabeça lançado pela Editora FTD. Até o final dos anos 60 e o começo dos anos 70, vários outros monstros coadjuvantes passaram a aparecer interagindo com o personagem como Zé Vampir, Muminho e Cranicola.

## Personagens

### Principais
- Penadinho (1963) - O personagem principal, um fantasma que tenta se distrair no cemitério, especialmente tentando assustar alguém, mas no fundo, é um fantasminha de bom coração. Surgiu nas tirinhas do Cebolinha. Antes de morrer, Penadinho tinha uma namorada com quem quase se casou, mas agora, ele namora a fantasma Alminha. Nas histórias, Penadinho é ultraflexível por causa de vestir lençóis elásticos. Aparentemente, era muito alto quando vivo, mas ficou atarracado, como todos conhecem, no momento de sua morte: enquanto estacionou seu carro em um compactador de metais, que o esmagou fatalmente.[4]
- Dona Morte - Dona Morte é a responsável por trazer os novos moradores do cemitério. Suas histórias geralmente são de perseguição, pois as pessoas, naturalmente, fogem dela. Suas principais características são a roupa preta, uma foice, e um senso de humor - geralmente humor negro. É a principal da turma depois do Penadinho. Apesar de ter o emprego (que já afirmou ocasionalmente não gostar, por ser triste e cansativo), ela é inofensiva e caridosa, e às vezes se compadece das suas vítimas e as deixa viver mais um pouco. Também participa das histórias de outros personagens de Maurício, quando alguém morre ou cita a palavra "morte". Mauricio disse que tentou fazer da Dona Morte, uma figura amigável, "uma morte que chega com um papo, uma explicaçãozinha, uma marquinha no caderno dizendo que chegou a nossa hora", bem como enfatizar os aspectos cômicos para não transformá-la "numa figura assassina. Agressiva."[1]
- Zé Vampir (1965) - Um vampiro que sempre tenta sugar sangue de alguma vítima, mas quase sempre se dá mal. Seus maiores medos são: crucifixo, água, alho e luz intensa (principalmente do Sol). É um dos grandes amigos de Penadinho. Ele mora num caixão de um pequeno castelo no cemitério; mas ocasionalmente, dorme no galho de uma árvore também no cemitério. Apesar do medo de cruzes, não é afetado por aquelas que decoram os túmulos. Nos desenhos, sua voz brasileira tem sotaque europeu, evocando como muitos vampiros da ficção imitam a dicção de Bela Lugosi como Drácula.
- Muminho - Uma múmia, vinda direto do antigo Egito. Um dos grandes amigos de Penadinho, Muminho é alvo de brincadeiras, pois seus amigos sempre puxam suas ataduras e fazem com que ele gire como um pião. Em suas primeiras histórias, quando tirava as faixas, ele ficava invisível, mas atualmente, ele revela ter um corpo seco e mumificado por baixo das faixas. Ocasionalmente, fala palavrões em hieróglifos. Sua origem é variada, sendo ou um faraó ou empregado de uma família real.
- Frank - Paródia a Frankenstein, um monstro artificial pouco inteligente criado pelo cientista maluco Dr. Frankstóim a partir de diversos corpos. As partes do corpo de Frank são costuradas, e assim ele se desmonta facilmente com qualquer impacto, servindo de quebra-cabeças para Pixuquinha. Ao ver crianças se divertindo, resolve imitá-las (o que geralmente sobra pra turminha...).
- Lobi -Também chamado de Lupe ou Lobisomem, um lobisomem que se comporta como cachorro (e ocasionalmente é tratado assim por Frank): uiva para lua, gosta de ossos, não gosta de banhos (muito menos de tosas), e se coça bastante quando é incomodado por pulgas. Geralmente, sai as ruas para atacar alguém, mas na verdade, é um sujeito conquistador: quando homem, corteja mulheres, e quando lobo, corteja cadelas. Tem olhos azuis e não se considera assustador, e sim "cuti-cuti". Seu nome verdadeiro é Lupercínio.
- Cranicola (1965) - Um crânio meio mal-humorado que vive em cima de uma pedra reclamando de suas limitações. Sente muita falta do corpo, porém ele pode se locomover usando a mandíbula para saltar. Uma vez, foi revelado que ele foi decapitado em uma guilhotina.
- Alminha - Namorada fantasma romântica do Penadinho. Muito ciumenta e temperamental, não gosta de ver seu namorado paquerando outras fantasminhas no cemitério. Tem pavor de baratas. Na graphic novel Penadinho: Vida (2015), está prestes a reencarnar.[5]
- Zé Caveirinha - Esqueleto que, normalmente, é desmontado numa pilha de ossos. Tem pavor de cães, pelo simples motivo de ser feito de ossos. Quando era vivo, se chamava professor Eustáquio e era paleontólogo.[6]

### Recorrentes
- Zé Finado - Amigo fantasma de Penadinho é um pouco mais alto que ele. Também é vizinho de túmulo do Penadinho. Adora caçar morcegos, mas acidententalmente captura Zé Vampir em algumas ocasiões.
- Dona Cegonha - Cegonha responsável pela reencarnação, é amiga da Dona Morte, mas reza para que ela não tenha um dia duro de trabalho (porque que ela mesma terá também). Não é a única cegonha da turma com o mesmo trabalho, porque também há dezenas trabalhando em sua agência.
- Zé Cremadinho - Mendigo que foi cremado e que mesmo sem boca e perna, pode se comunicar com a turma e se locomover apenas pulando. Apenas em dias de muito vento ele fica em um jarro de vidro.
- Diabão - Parodia ao diabo, geralmente aparece quando os personagens visitam o inferno. Ele é cercado de diabinhos e fantasmas malvados.
- Pixuquinha - Um fantasma de uma criança, que é sobrinho de Penadinho. Vivia com uma chupeta (característica que foi transferida para o Quixupinha) e um balão. Sempre pede para o tio brincar com ele.
- Quixupinha - Um fantasma de um bebê, irmão mais novo do Pixuquinha, usa uma chupeta vermelha.
- Dr. Frankstóim - "Pai" do Frank e ocasionalmente, médico da turma. Frank não é sua única criação; ele já criou robôs e máquinas incríveis. Tem especialidade no ramo de cirurgia plástica. Possui um forte sotaque alemão.
- Zé Coveiro - Coveiro e zelador responsável pelo cemitério. Não tem medo dos fantasmas e monstros do cemitério, tanto que ele é amigo deles,sendo que depois disso o projeto foi parado e não se ouviu falar mais dele até os anos 2000 que ele volta a aparecer a partir da "História dos Zés".[7]